# 阿貝迪勒利
阿貝迪勒利（英語：Abertillery）是位於英國威爾斯南部布萊耐格溫特的一座城鎮。據2001年英國人口普查，阿貝迪勒利有人1,146人會講威爾斯語，佔總人口的9.9%。不過在2011年人口普查時，這一數字降到7.2%。

## 外部連結
- Abertillery Online （页面存档备份，存于）
- BBC On This Day item about Six Bells （页面存档备份，存于）
- Abertillery Bluebirds Football Club
- Photos of Abertillery and surrounding area on geograph.org.uk （页面存档备份，存于）